# Felix Zollicoffer

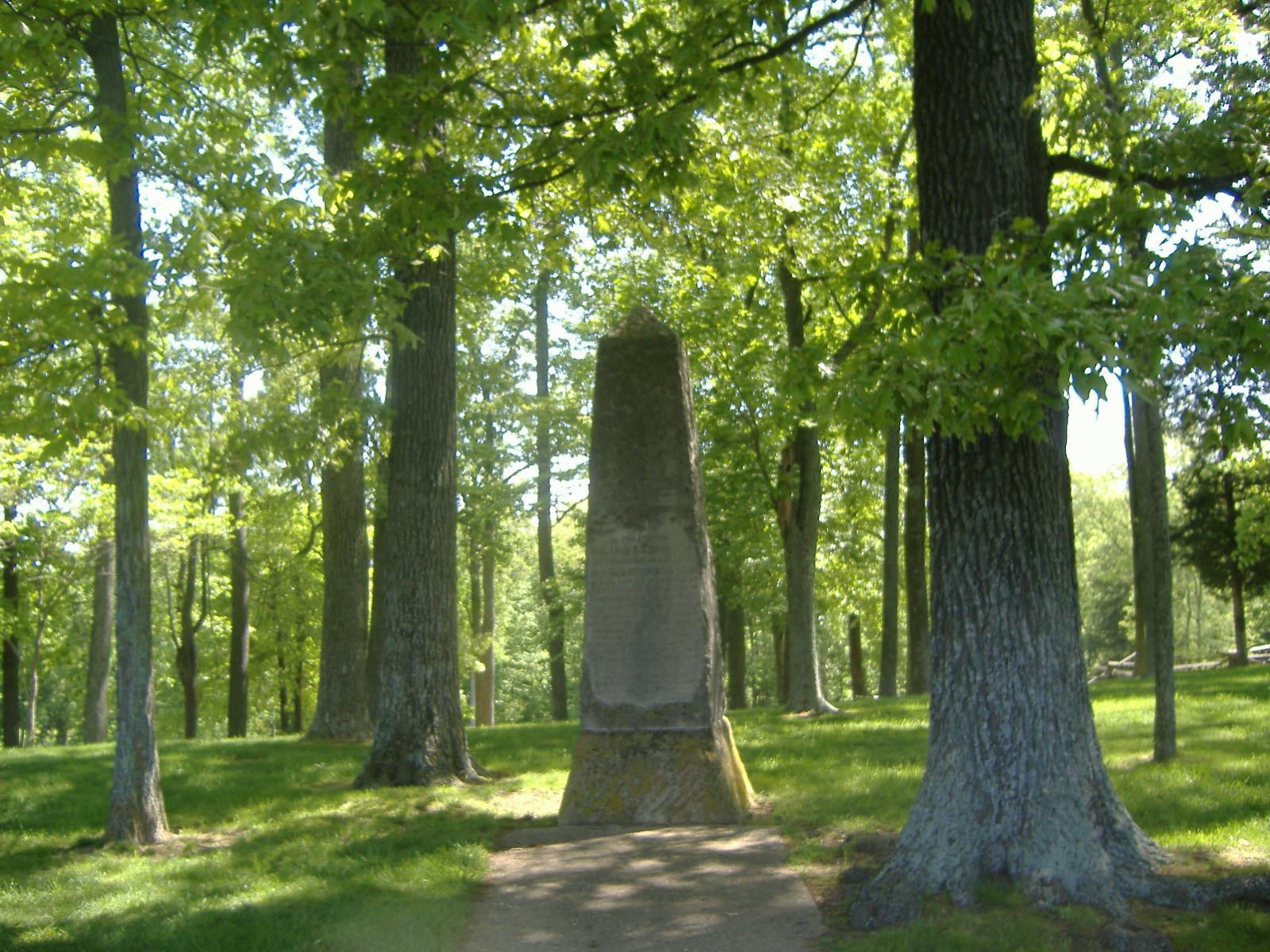
Monument op de plaats van overlijden van Zollicoffer, Nancy, Kentucky.

Felix Kirk Zollicoffer (19 mei 1812 – 19 januari 1862) was een Amerikaanse kranteneigenaar, politicus en soldaat Hij zetelde drie keer in het Huis van Afgevaardigden voor Tennessee. Hij was een officier in het United States Army en later een generaal in het Confederate States Army tijdens de Amerikaanse Burgeroorlog. Hij voerde de eerste Zuidelijke aanval aan op oostelijk Kentucky en sneuvelde tijdens de Slag bij Mill Springs.

## Vroege jaren
Felix Zollifcoffer werd geboren op 19 mei 1812 op een plantage in Bigbyville, Maury County in Tennessee. Zijn ouders waren John Jacob en Martha (Kirk) Zollicoffer. Zijn voorouders hadden zich in North Carolina gevestigd in 1710 en waren oorspronkelijk afkomstig uit Zwitserland. Zijn grootvader, George Zollicoffer, was kapitein tijdens de Amerikaanse Onafhankelijkheidsoorlog. Als beloning voor zijn militaire dienst, had hij een stuk grond gekregen in Tennessee.
Zollicoffer volgde les in verschillende lokale scholen. Hij zou een jaar aan de Jackson College in Columbia, Tennessee studeren. Hij stopte met school toen hij zestien was en werd een leerling drukker. Tussen 1828 en 1830 werkte hij voor een krant in Paris, Tennessee. Toen de krant in 1831 werd opgedoekt, verhuisde hij naar Knoxville. Daar werkte hij gedurende twee jaar voor de Knoxville Register als gezel. Drie jaar later werd hij redacteur en mede-eigenaar van de Columbia Observer. In 1835 werd Zollicoffer verkozen tot officiële drukker voor de staat Tennessee.
Op 24 september 1835 trad hij in het huwelijk met Louisa Pocahontas Gordon. Ze zouden samen veertien kinderen krijgen waarvan slechts zes hun kindertijd overleefden. Ze was de dochter van kapitein John Gordon die samen met Andrew Jackson had gevochten bij Horseshoe Bend en Pensacola.
Zollicoffer was ook een tijdje redacteur bij de Mercury. In 1836 nam hij vrijwillig dienst in het leger en diende als tweede luitenant in de militie van Tennessee tijdens de Tweede Seminole Oorlog in Florida. Na de oorlog keerde hij terug naar Tennessee en werd eigenaar en redacteur van de Columbia Observer en de Southern Agriculturist. In 1843 kwam er de Republican Banner bij. Dit was de partijkrant van Whig Party.
Dit bracht Zollicoffer in contact met de politieke kringen. Hij werd al snel verantwoordelijk voor de financiën van de staat. Hij vervulde deze functie tussen 1845 en 1849. Zollicoffer werd ook aangesteld als adjudant-generaal voor Tennessee. Tussen 1849 en 1852 was hij lid van de senaat van Tennessee en werd hij afgevaardigd als gedelegeerde voor de Whig National Convention van 1852 waar hij generaal Winfield Scott steunde. Zollicoffer werd zelf verkozen voor het Amerikaanse nationaal congres vanuit de Whig Party en werd opnieuw verkozen voor de American Party. Hij zetelde tussen 1853 en 1859. Na twee termijnen stelde hij zichzelf niet opnieuw verkiesbaar en verliet de actieve politiek. Tijdens de presidentsverkiezingen van 1860 steunde hij John Bell, een gematige politicus uit Tennessee die  opkwam voor de Constitutional Union Party.
Na de secessie van verschillende zuidelijke staten in 1861, maakte Zollicoffer deel uit een conferentie om de vrede te behouden in 1861. Hoewel Zollicoffer een sterke voorstander was van de individuele rechten van de verschillende staten, stemde hij toch tegen de afscheiding van zijn thuisstaat Tennessee van de Unie.

## De Amerikaanse Burgeroorlog
De burgers van Tennessee verwierpen de vraag om in februari 1861 een conventie voor de afscheiding van de unie bijeen te roepen. Isham G. Harris, de gouverneur van Tennessee, probeerde zijn staat in een positie te brengen waardoor een afscheiding onvermijdelijk zou zijn. Op 6 mei 1861 nam de wetgevende macht  van de staat Tennessee, zwaar onder druk gezet door Harris, de ordonnantie van secessie aan. De burgers zouden op 8 juni over de ordonnantie kunnen stemmen. Een aparte stemming zou  volgen omtrent de vraag of Tennessee zich zou aansluiten bij de Geconfedereerde Staten van Amerika indien de burgers voor de ordonnantie zouden stemmen. op 7 mei sloot Tennessee een militair bondgenootschap af met de Zuidelijken. Twee dagen later gaf een comité tekst en uitleg over die bondgenootschap onder supervisie van gouverneur Harris. Harris stelde tussen april en juli het Provisional Army of Tennessee samen. De oude militie was in 1857 ontbonden. Het nieuwe Provisional Army moest deze leegte vullen.
Toen het nieuwe leger uitgebouwd werd, bood Zollicoffer zijn diensten aan. Ondanks zijn beperkte militaire ervaring werd hij door gouverneur Harris op 9 mei 1861 aangesteld als brigadegeneraal.
Op 9 juli 1861 werd Zollicoffer benoemd tot brigadeneraal in het Zuidelijke leger. Hoewel vanaf eind juli 1861 verschillende eenheden van het Provisional Army opgenomen werden in het nieuwe Zuidelijke leger, moesten Zollicoffers manschappen wachten tot eind oktober voor ze officieel deel uit maakten van de Zuidelijke gevechtseenheden.
Niet alle burgers waren een grote voorstander van de politiek van hun gouverneur. Om hun steun niet kwijt te spelen, stuurde Harris slechts vijftien pelotons naar het oostelijke pro-Noordelijke oosten van Tennessee. Op 26 juli 1861 stuurde Harris, die nog altijd bevelhebber was van de eenheden van het Provisional Army, Zollicoffer en 4.000 rekruten naar Knoxville om eventuele onlusten in oostelijke Tennessee vlug onder controle te krijgen. Zollicoffer werd benoemd tot bevelhebber van het District van East Tennessee. Harris werd opnieuw verkozen tot gouverneur op 8 augustus 1861. Op 18 augustus gaf hij het bevel aan Zollicoffer om alle pro-Noordelijken te arresteren en indien nodig te verbannen. De fluwelen handschoen werd vervangen door een ijzeren vuist.

### Invasie van Kentucky

#### Cumberland Gap
Om een Noordelijke invasie in oostelijk Tennessee te voorkomen, trok Zollicoffer het initiatief naar zich toe en bezette op 14 september 1861 de Cumberland Gap. Hierdoor werd Zollicoffer verantwoordelijk om de 206 km lange Zuidelijke frontlinie tussen de Cumberland Gap en Tompkinsville Kentucky te beschermen.  Een groot deel van deze frontlinie liep door de Cumberland Mountains. Op 15 september 1861 nam generaal Albert Sidney Johnston het algemeen commando op zich van de Zuidelijke eenheden aan het westelijke front tussen de Appalachen en de Mississippi. Zollicoffer bleef bevelhebber van het district in oostelijke Tennessee.
Op 17 september 1861 stuurde Zollicoffer via de Cumberland Gap en de Wilderness Road een gevechtseenheid naar Barbourville Kentucky om de daar gelegerde Noordelijke eenheden te verjagen. Zo hoopten de Zuidelijken om enerzijds de druk op hun linie bij Bowling Green Kentucky te verlichten en anderzijds een verwachte aanval van de Noordelijke brigadegeneraal George H. Thomas in oostelijk Tennessee en de Cumberland Gap te verhinderen. Door deze Zuidelijke aanval zou Thomas zijn eenheden in Kentucky moeten houden. Op 19 september slaagden 800 Zuidelijke soldaten onder leiding van kolonel Joel Battle erin om de 150 Noordelijke verdedigers uit Barbourville te verjagen. Een ander detachement van Zollicoffers strijdmacht, onder leiding van kolonel James Rains, viel op 26 september 1861 een Noordelijke kamp aan met nieuwe rekruten bij Laurel Bridge. Een derde detachement, aangevoerd door kolonel D.H. Cummings, overviel de Goose Creek Salt Works en sleepten 200 zoutvaten mee als buit. Alle raids waren een succes waarna de Zuidelijken zich terugplooiden op hun eigen stellingen.
In het midden van oktober 1861 stuurde Zollicoffer een groot deel van zijn gevechtseenheden op een geforceerde  mars via de Cumberland Gap naar het 64 km verderop gelegen London (Kentucky)London Kentucky.  Tijdens de Slag bij Kamp Wildcat, die plaats vond op 21 oktober werden de Zuidelijken verslagen door een Noordelijke eenheid. De Zuidelijken trokken zich snel terug naar Tennessee.

#### Kampement bij Mill Springs
In november van hetzelfde jaar veranderde Zollicoffer van strategie. Hij trok op in westelijke richting om in zuidoostelijke Kentucky de Zuidelijke aanwezigheid net ten zuiden van Somerset te versterken. Hierdoor hoopte Zollicoffer met versterkingen uit Bowling Green de Noordelijke eenheden onder leiding van Thomas te verdrijven. Voor hij vertrok, liet hij eenheden achter bij de Cumberland Gap en op drie andere plaatsten om de toegang tot oostelijke Tennessee te beschermen.
Zollicoffer trok op in westelijke richting en bouwde een kampement bij Mills Springs in Kentucky (dicht bij het moderne Nancy in Kentucky) op de zuidelijke oever van de Cumberlandrivier. Op 6 december verplaatste hij zijn soldaten naar de noordelijke oever om de bevoorrading veilig te stellen. Hij liet zijn manschappen fortificaties bouwen en stuurde verkenners uit om Thomas’ eenheden te lokaliseren. Het was tactiek die risicovol was. Zijn eenheden waren slecht bewapend, hadden weinig training gekregen en waren moeilijk in toom te houden. Zollicoffer rekende op versterkingen om deze problemen op te lossen. Maar ook deze inschatting bleek te optimistisch. Veel van de Zuidelijke versterkingen waar Zollicoffer op hoopte hadden nog minder training gekregen en waren zelfs niet bewapend. Dit gold ook voor Zollicoffers eigen reserve bij Knoxville die evenmin voldoende wapens hadden.
Zollicoffer zat in december 1861 zonder de nodige voorraden en zonder reserves. Hierdoor kon hij op 20 december 1861 niet reageren op een versterkte Noordelijke verkenningseenheid onder leiding van brigadegeneraal Albin F. Schoepf. Schoepf probeerde de Zuidelijken te dwingen tot een confrontatie in open veld. Kolonel William H. Carrol vertrok pas op 16 januari 1862 met versterkingen uit Knoxville richting Zollicoffer. Uiteindelijke bereikte slechts één regiment Zollicoffers stellingen. De rest van de versterkingen waren naar Bowling Green gestuurd.
Op 8 december 1861 benoemde de Zuidelijke president Jefferson Davis, generaal-majoor George B. Crittenden tot nieuwe bevelhebber van oostelijke Tennessee met de opdracht om een aanval op Kentucky uit te voeren. Davis was echter niet op de hoogte van Zollicoffers plannen en zijn penibele situatie. Toen Crittenden aankwam, stelde hij vast dat de tien regimenten die ter plaatste zouden moeten zijn om zijn opdracht uit te voeren, niet aanwezig waren. Crittenden liet Zollicoffer het bevel over de 1ste brigade in zijn leger behouden. Op 15 december stuurde Zollicoffer informatie naar Crittenden over de sterkte van Thomas’ strijdmacht die ondertussen tien regimenten telde. Pas twee weken later stuurde Crittenden een bericht naar Zollicoffer om terug te keren naar de zuidelijke oever van de Cumberlandrivier. Zollicoffer had slechts twee vlotten om de wassende rivier over te steken naar relatieve veiligheid en bleef dus waar hij was.
Op 1 januari 1862 verplaatste Thomas zijn eenheden vanuit Lebanon, Kentucky om zich aan te sluiten bij Schoepfs eenheden bij Somerset. De dag erna arriveerde Crittenden in Mill Springs en gaf het bevel om Thomas aan te vallen vooraleer hij zich had aangesloten bij Schoepf. De Zuidelijke strijdmacht was ongeveer 6.500 soldaten sterk. Mochten ze in hun verdedigingswerken gebleven zijn, hadden ze een kans tegenover de veel sterkere Noordelijke strijdmacht. In open veld waren de kansen duidelijk in het voordeel van Thomas. Door het barslechte weer had Thomas 18 dagen nodig om zijn eenheden vanuit Lebanon naar Logan’s Crossroads te brengen.

#### De Slag bij Mill Springs

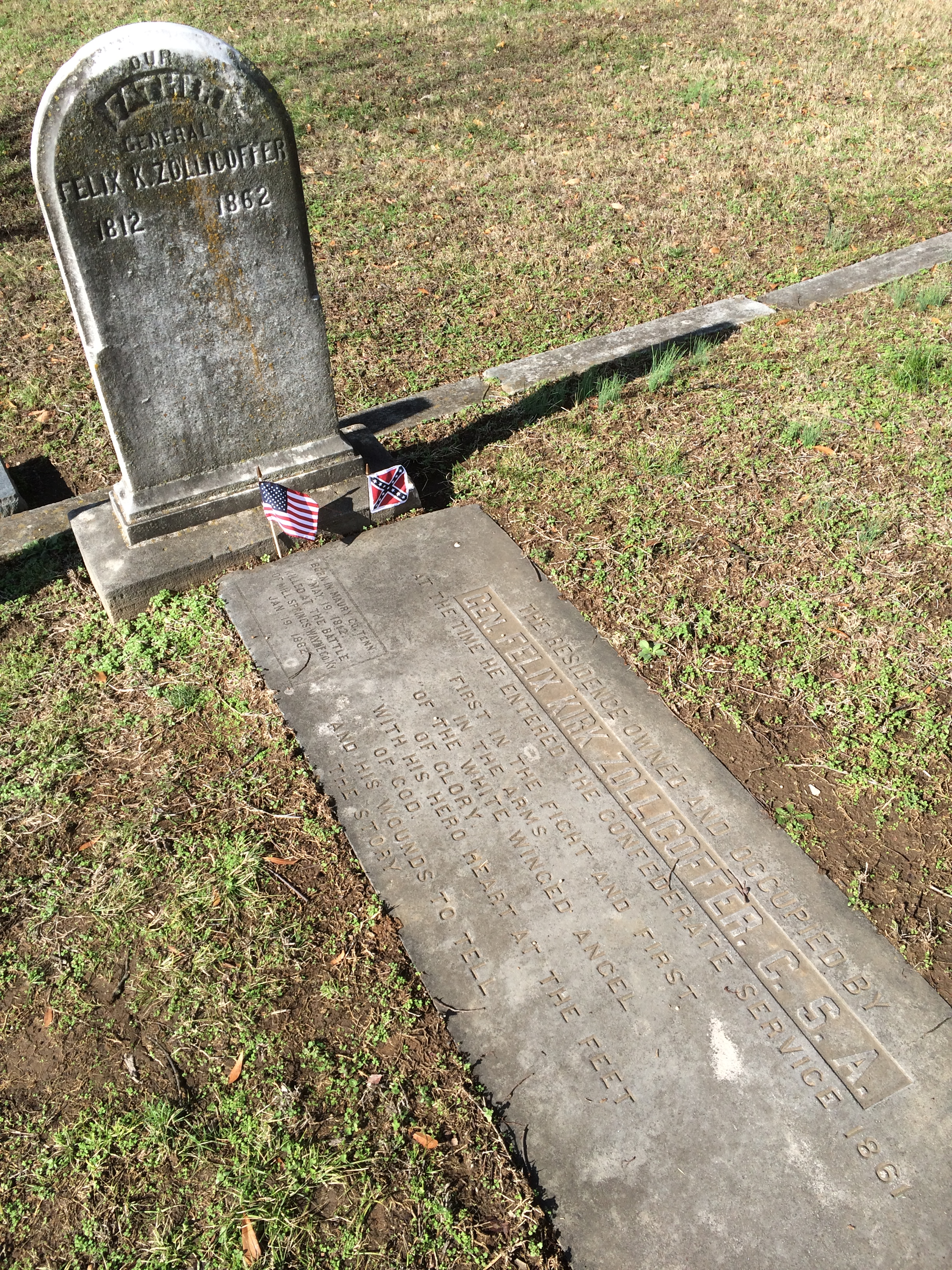
Graf van generaal Felix K. Zollicoffer in Nashville City Cemetery.

Op 18 januari 1862 gaf Crittenden het bevel tot de aanval op middernacht. De twee Noordelijke strijdmachten onder Thomas en Schoepf waren van elkaar gescheiden door Fishing Creek. De beek was sterk gezwollen door de recente regenval. Zollicoffer leidde de eerste brigade richting Logan’s Crossroads. Carrol kwam achter met de volgende brigade.
Na een mars van 12 km in de gietende regen, vielen Zollicoffers verkenners de Noordelijke wachtposten aan op 1,5 km ten zuiden van de kruispunt van Mill Springs en de weg van Columbia naar Somerset. De Slag bij Mill Springs, of de slag bij Fishing Creek begon. Het zou een drie uur durend gevecht worden in de gietende regen die plaats vond in dicht bebossing. De onervaren en ongetrainde Zuidelijke soldaten verloren al snel hun cohesie en slagkracht. De verwarring werd alleen maar groter omdat sommige Zuidelijke soldaten blauwe uniformen droegen.
De 15 Mississippi Infantry Regiment dacht dat de Noordelijke 4th Kentucky Infantry Regiment hun kameraden in blauwe uniformen waren. In de verwarring reed de bijziende Zollicoffer naar de Noordelijke kolonel Speed S. Fry om een probleem te bespreken. Een Zuidelijke aide-de-camp reed naar voren om te schieten op de Noordelijken. Noordelijke soldaten beantwoorden het geweervuur en doodden Zollicoffer die net begreep dat hij zich bij de Noordelijke linies bevond.
Veel van de oude vuursteengeweren van de Zuidelijken weigerden dienst door het natte weer. De dood van Zollicoffer was de spreekwoordelijke druppel. De Zuidelijke soldaten trokken zich terug. Thomas stuurde zes regimenten naar de zwakke flank van de Zuidelijken. De Zuidelijke linie stortte in elkaar en een algemene terugtocht begon richting Beech Grove. Na het vallen van de nacht trok Crittenden zijn overgebleven eenheden terug over de Cumberlandrivier met een kleine stoomboot en enkele andere rivierschepen. Hij moest alle kanonnen, pakezels, uitrusting en het meeste van de voedselvoorraad achterlaten op de noordelijke oever. De Noordelijke overwinning was compleet en gaf de manschappen een sterke boost voor het moreel. De Zuidelijken hadden een dappere, maar onervaren generaal verloren samen met 500 soldaten en waardevolle voorraden.
Het stoffelijk overschot van Zollicoffer werd met het nodige respect behandeld. Het lichaam werd gebalsemd door een Noordelijke chirurg. Het lichaam werd uiteindelijk gerepatrieerd naar Tennessee waar hij bijgezet werd in het Nashville City Cemetery, Nashville Tennessee.